# Riksdagsvalget i Sverige 1932
Riksdagsvalget i Sverige 1932 var valget til den Sveriges Rigsdags Andra kammaren, valget blev afholdt den 17.-18. september 1932.

## Valgresultat
| Parti                | Parti                                    | Partiledere                      | Stemmer            | Stemmer | Stemmer | Mandatfordeling | Mandatfordeling |
| Parti                | Parti                                    | Partiledere                      | Antal              | %       | +− %    | Antal           | +−              |
| -------------------- | ---------------------------------------- | -------------------------------- | ------------------ | ------- | ------- | --------------- | --------------- |
|                      | Socialdemokraterna                       | Per Albin Hansson                | 1 040 689          | 41,7    | +4,7    | 104             | +14             |
|                      | Allmänna valmansförbundet                | Arvid Lindman                    | 576 337            | 23,1    | −5,5    | 58              | −15             |
|                      | Bondeförbundet                           | Olof Olsson                      | 351 215            | 14,1    | +2,9    | 36              | +9              |
|                      | Frisinnade landsföreningen               | Carl Gustaf Ekman & Felix Hamrin | 244 577            | 9,8     | −3,1    | 20              | −8              |
|                      | Sveriges kommunistiska parti (Kilbomare) | Nils Flyg                        | 132 564            | 5,3     | —       | 6               | +6              |
|                      | Sveriges kommunistiska parti (Sillénare) | Sven Linderot                    | 74 245             | 3,0     | -3,4    | 2               | −6              |
|                      | Liberala riksdagspartiet                 | Eliel Löfgren                    | 48 722             | 1,9     | −1,1    | 4               | +-0             |
|                      | Svenska nationalsocialistiska partiet    | Birger Furugård                  | 15 170             | 0,6     | —       | —               | —               |
|                      | Kyrkliga folkpartiet                     | Ivar Rhedin                      | 8 911              | 0,4     | —       | —               | —               |
|                      | Centerpartiet                            | N.A. Nilsson                     | 2 501              | 0,1     | —       | —               | —               |
|                      | Øvrige partier                           | —                                | 175                | 0,0     | —       | —               | —               |
| Antal gyldig stemmer | Antal gyldig stemmer                     | Antal gyldig stemmer             | 2 495 106          | 100,00  |         | 230             |                 |
| Ugyldig stemmer      | Ugyldig stemmer                          | Ugyldig stemmer                  | 6 062              |         |         |                 |                 |
| Totalt               | Totalt                                   | Totalt                           | 2 500 769 (67,6 %) |         |         |                 |                 |

- Centerpartiet fik kun stemmer i Stockholms stads valgkreds, Stockholms läns valgkreds og Örebro läns valgkreds.
- Kyrkliga Folkpartiet fik fleste stemmer i Göteborgs stad og Göteborgs- og Bohusläns valgkredse, der fik partiet 5.633 stemmer.

Blandt de nye riksdagsmænd var blandt andet socialdemokraten Tage Erlander og kommunisten Hilding Hagberg.